# 貝爾沃 (堪薩斯州)
貝爾沃（英語：Belvoir）是位於美國堪薩斯州道格拉斯縣的一個鬼鎮。

## 歷史
貝爾沃的郵政局於1869年設立，直到1903年結束營運。